# Plaines Wilhems
Koordinaten: 20° 18′ S, 57° 29′ O
Plaines Wilhems ist ein Bezirk auf dem Inselstaat Mauritius und liegt im Zentrum der Insel. Es ist neben Moka der einzige Bezirk ohne Meerzugang. Seine Bezirkshauptstadt ist Beau Bassin-Rose Hill. Vier der größten fünf Städte von Mauritius liegen in Plaines Wilhems.

## Gemeinden
Mauritius ist zu Verwaltungszwecken in Gemeinden („Village Council Areas“) (VCA) eingeteilt. Die folgende Tabelle nennt die VCA die (zumindest teilweise) im Distrikt Plaines Wilhems liegen. Die Grenzen der Distrikte sind nicht deckungsgleich mit denen der Gemeinden. Gemeinden sind daher teilweise zwei oder drei Distrikten zugeordnet. Im Distrikt Plaines Wilhems liegen drei Gemeinden (VCA) und 14 Stadtteile (Ward).
| Nr.  | Ortsname                       | Abgrenzung                   |
| ---- | ------------------------------ | ---------------------------- |
| 1703 | Midlands VCA                   | 0                            |
| 1704 | Moka VCA (West)                | Ost im Distrikt Moka         |
| 1705 | Cascavelle VCA (Ost)           | West im Distrikt Black River |
| 1711 | Beau Bassin-Rose Hill (Ward 1) | 0                            |
| 1712 | Beau Bassin-Rose Hill (Ward 2) | 0                            |
| 1713 | Beau Bassin-Rose Hill (Ward 3) | 0                            |
| 1714 | Beau Bassin-Rose Hill (Ward 4) | 0                            |
| 1721 | Quatre Bornes (Ward 1)         | 0                            |
| 1722 | Quatre Bornes (Ward 2)         | 0                            |
| 1723 | Quatre Bornes (Ward 3, Ost)    | West im Distrikt Black River |
| 1731 | Vacoas-Phoenix (Ward 1)        | 0                            |
| 1732 | Vacoas-Phoenix (Ward 2)        | 0                            |
| 1733 | Vacoas-Phoenix (Ward 3)        | 0                            |
| 1734 | Vacoas-Phoenix (Ward 4, West)  | Ost im Distrikt Moka         |
| 1741 | Curepipe (Ward 1)              | 0                            |
| 1742 | Curepipe (Ward 2, West)        | Ost im Distrikt Moka         |
| 1743 | Curepipe (Ward 3)              | 0                            |